# Takht-i-Bahi
Takht-i-Bahi – klasztor wzniesiony na skalistym wierzchołku góry, położony nad doliną Swat w Gandharze w I wieku n.e. Zbudowany zgodnie z zasadami sztuki grecko-buddyjskiej – w centrum klasztoru znajdowała się wihara (część mieszkalna). Wewnątrz znajdowała się również stupa, której cokół i bębny ozdobione były wizerunkami Buddy.
Ruiny klasztoru zostały odkryte w 1836, natomiast prace archeologiczne rozpoczęły się w 1852, od 1980 roku wpisany na listę światowego dziedzictwa UNESCO. 